# Gembloux
Gembloux (in vallone Djiblou, in olandese Gembloers) è un comune belga di 22 074 abitanti situato nella provincia vallona di Namur.
È la città natale del poeta Jean-Pierre Verheggen.